# A Million Little Fibers
A Million Little Fibers är det femte avsnittet i den tionde säsongen av den amerikanska animerade tv-serien South Park. Avsnittet sändes först den 19 april 2006. I avsnittet parodieras kontroversen kring boken A Million Little Pieces av James Frey, en bok som hyllades av Oprah Winfrey tills det avslöjades att den var till stor del fabricerad.

## Handling
Towelie förlorar sitt jobb på grund av att han var hög och bestämmer sig för att skriva en bok om sitt liv. När han skickar in manuset som en handduk får han avslag, men när han skickar in det under pseudonymen Steven McTowelie, accepteras han. Hans bok hyllas av Oprah Winfrey, som bjuder in honom till sin show. Under tiden är Oprahs kön, Minge, ledsen över att Oprah inte längre ger honom uppmärksamhet, och tillsammans med Gary, hennes anus, planerar de att få Oprah avsatt.
När det avslöjas att Towelie inte är en människa, exploderar situationen. Oprah bjuder in Towelie tillbaka till sitt program för att förklara, men hon blir rasande och uppmanar publiken att lyncha honom. Minge och Garys plan går om intet, och när Oprah förbereder sig att lyncha Towelie, tar Minge en revolver och tar gisslan. Towelie lyckas använda sin platthet för att rädda gisslan, medan polisen skjuter på Oprah. Efter en dramatisk vändning dör Gary, och Minge begår självmord. Towelie förlåts av alla och hyllas som en hjälte.

## Mottagande
Avsnittet fick blandad kritik. Eric Goldman från IGN gav det betyget 3 av 10 och kritiserade hur de två handlingarna inte fungerade bra tillsammans. Parker och Stone själva ansåg att avsnittet var ett av deras sämsta och menade att historierna borde ha delats upp i två separata avsnitt. De tyckte att kombinationen av de två berättelserna kändes för konstig och inte passade in i South Park-formatet.